# 11942 Ґетар
11942 Ґетар (11942 Guettard) — астероїд головного поясу, відкритий 12 липня 1993 року.
Тіссеранів параметр щодо Юпітера — 3,295.